# Odontopera arida
Odontopera arida är en fjärilsart som beskrevs av Butler 1878. Odontopera arida ingår i släktet Odontopera och familjen mätare. Inga underarter finns listade i Catalogue of Life.